# Alley-oop

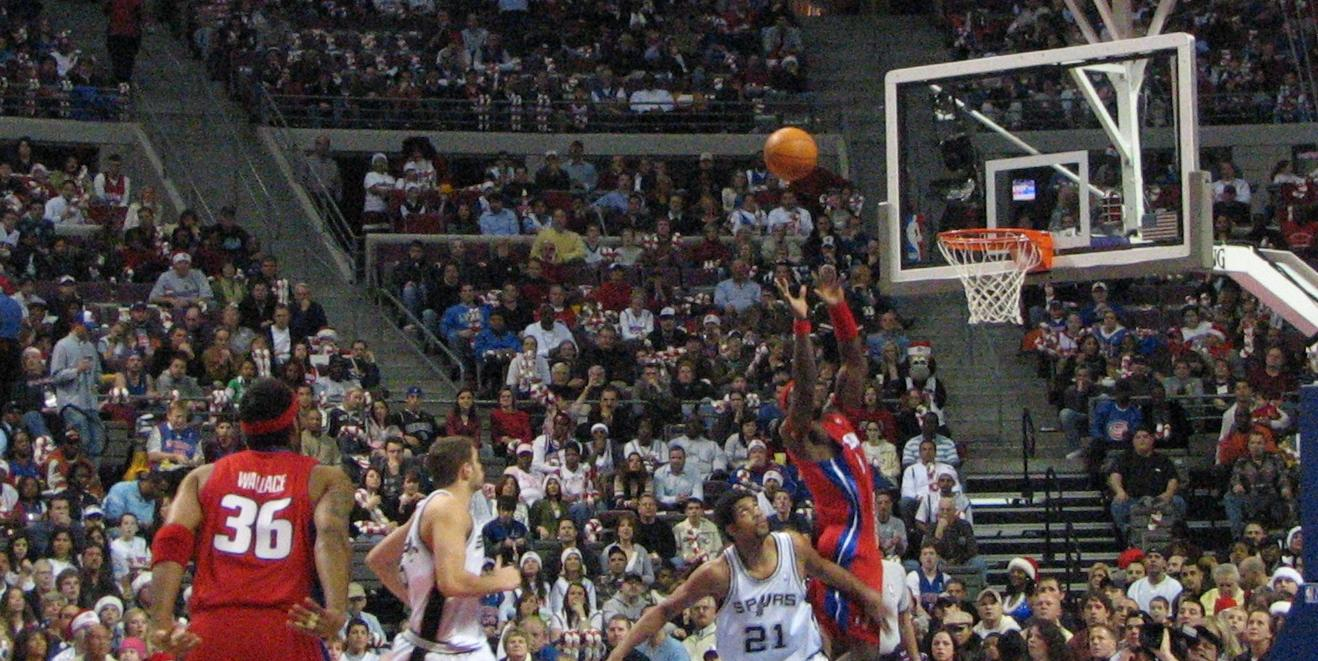
Un alley-oop di Rasheed Wallace.

Il cosiddetto alley-oop è una giocata estremamente spettacolare della pallacanestro, che necessita di una buona coordinazione, doti atletiche e affiatamento tra due compagni. Un giocatore effettua un passaggio alto, normalmente non teso, verso il ferro senza tentare di segnare, mentre un compagno salta, afferra la palla al volo e la schiaccia a canestro. È una delle azioni più difficili e spettacolari, più diffusa in NBA che in Europa.
I primi a segnare con un alley-oop furono i fratelli Al e Gerald Tucker della Oklahoma Baptist University, a metà degli anni sessanta. Negli anni settanta, a causa del divieto di schiacciare nei campionati universitari, David Thompson della North Carolina State University divenne famoso per gli alley-oop in cui accompagnava semplicemente a canestro il pallone.
Il termine deriva dal francese allez-hop!, usato dagli acrobati del circo prima di un salto. Inizialmente il termine indicava il "passaggio Hail Mary", una giocata del football americano, ma successivamente è stato impiegato nella pallacanestro.